# Craig Hill
Craig Hill (Los Ángeles, California, 5 de marzo de 1926 - Barcelona, 21 de abril de 2014) fue un actor de cine estadounidense, residente en Barcelona desde 1965.

## Trayectoria artística
Craig Hill inició su carrera artística en los años 1950 en los Estados Unidos, participando en películas como: la hoy mítica Eva al desnudo, protagonizada por Bette Davis y Anne Baxter; A bayoneta calada de Samuel Fuller, Brigada 21 de William Wyler, protagonizada por Kirk Douglas; Coraza negra y Tammy, la muchacha salvaje, con Debbie Reynolds y Leslie Nielsen.
En 1965 se trasladó a España, donde protagonizó una quincena de títulos del llamado spaghetti western: Ocaso de un pistolero, Cazador de recompensas, Ric e Gian alla conquista del West, Con el corazón en la garganta o Quince horcas para un asesino.
Tras finalizar su carrera en ese género permaneció en España; en 1974 participó en Cinco almohadas para una noche, último filme de Sara Montiel antes de retirarse del mundo del cine, y en 1978 se instaló en Bagur y posteriormente en Barcelona, donde se casó con la actriz y modelo Teresa Gimpera en 1990, aunque ya eran pareja desde 1966.
Posteriormente participó en series de televisión y en películas como Angustia, de Bigas Luna; en Manjar de amor, de Ventura Pons (2002); y en Platillos volantes, de Óscar Aibar (2003), que fue su último trabajo.
El actor falleció a los 88 años, el 21 de abril de 2014 aquejado de alzheimer en Barcelona, ciudad donde vivió los últimos años de su vida.

## Filmografía parcial
- Eva al desnudo (1950)
- Ocaso de un pistolero (1965) como Dan Murphy
- El F.B.I. (Serie de TV) (1966) como Warner Brown / Daniel Sublette
- Cazador de recompensas (Per il gusto di uccidere), de Tonino Valerii (1966) como Hank Fellows
- Veinte docenas de hijos (1966) como Leo
- Chica sin barreras (1966) como Sammy Jenkins
- Con el corazón en la garganta (1967) como Will Flaherty
- Quince horcas para un asesino (1967) como Billy Mack
- Ric e Gian alla conquista nel West (1967) como Stuart
- Lo quiero muerto (Lo voglio morto), de Paolo Bianchini (1968) como Clayton
- All'ultimo sangue (1968) como Clive Norton
- Tre croci per non morire (1968) como Jerry
- Las amigas (1969) como Eduardo
- Los monstruos del terror (1970) como el inspector Tobermann
- Consigna: matar al comandante en jefe (1970)
- Aoom, de Gonzalo Suárez (1970)
- La máscara de cuero (1971) como Bill Nolan / Mace Cassidy
- Cinco almohadas para una noche (1974)
- El refugio del miedo (1974)
- Estigma (1980)
- Angustia, de Bigas Luna (1987)
- Historias de la puta mili (1993)
- Manjar de amor, de Ventura Pons (2002)
- Platillos volantes, de Óscar Aibar (2003)